# Beth Riesgraf
Beth Jean Riesgraf (* 18. srpna 1978 Belle Plaine, Minnesota) je americká filmová a televizní herečka.

## Život a kariéra
Je nejmladší ze šesti sourozenců. Vystudovala Cimarron-Memorial High School v Las Vegas, kde byla žákovskou předsedkyní a členkou fotografického klubu. Školu ukončila s vyznamenáním.
V letech 2001 až 2007 byla partnerkou herce Jasona Lee, s nímž má syna Pilota Inspektora Riesgraf-Leeho.
S Jasonem Lee hrála v seriálu Jmenuju se Earl a také ve filmovém seriálu Alvin a Chipmunkové. Od roku 2008 hraje zlodějku Parkerovou v seriálu Dokonalý podraz. Hostovala také v několika dalších seriálech jako např. Jak jsem poznal vaši matku a Námořní vyšetřovací služba.